# Eslamshahr
Eslamshahr er en by i det nordlige Iran, med et indbyggertal på 548.620 (2016). Byen er ligger i Teheran-provinsen, lige syd for hovedstaden Teheran.